# Lispocephala apicaliseta
Lispocephala apicaliseta är en tvåvingeart som beskrevs av Xue och Zhang 2006. Lispocephala apicaliseta ingår i släktet Lispocephala och familjen husflugor. Inga underarter finns listade i Catalogue of Life.